# Hemslöjdsskylt med Dalahäst

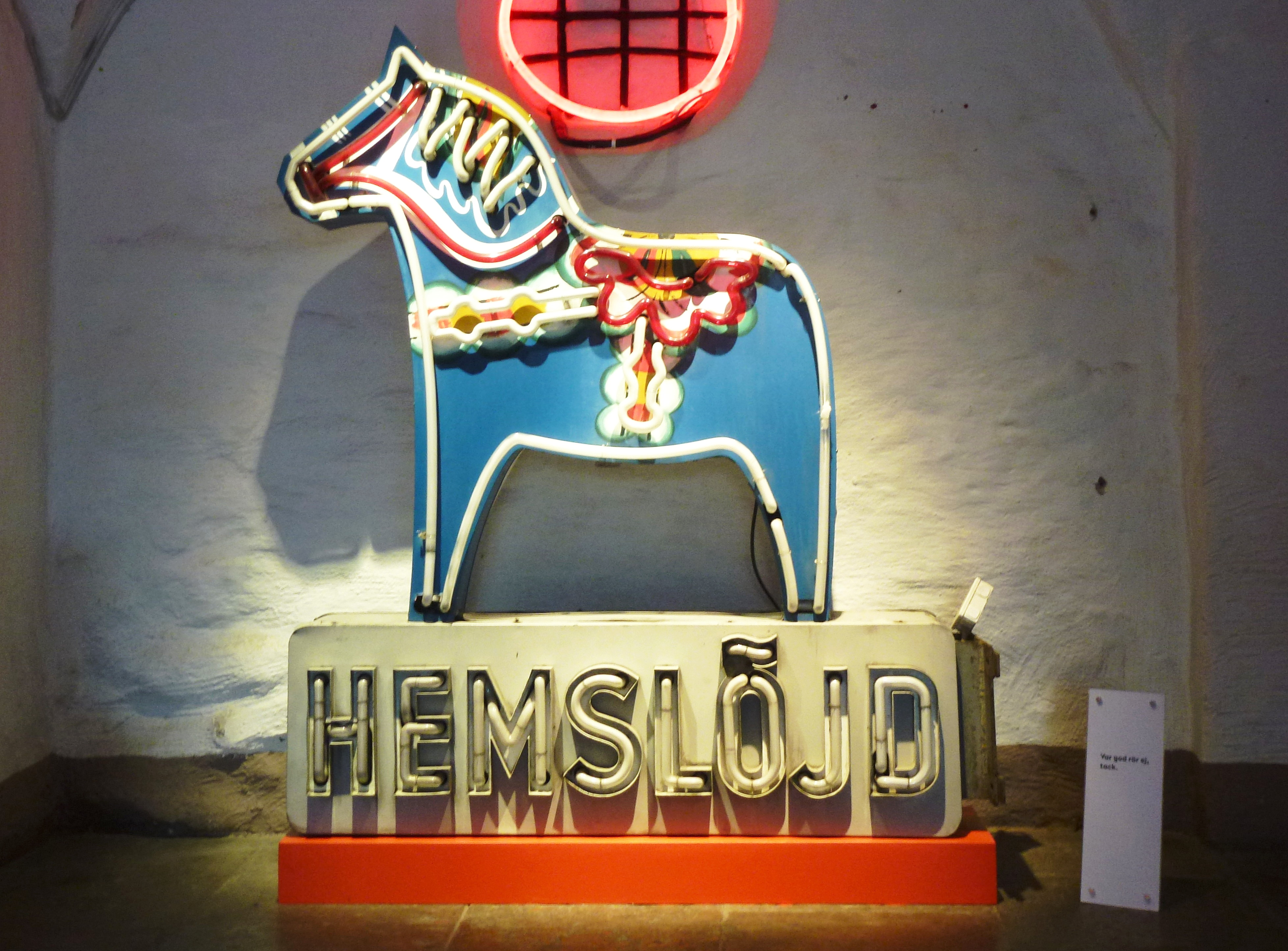
Skylten på Stadsmuseet i Stockholm.

Hemsjöjdskylten med Dalahäst är en neonskylt som ursprungligen fanns utanför butiken för Föreningen för Svensk Hemslöjd vid Kungsgatan 31 i Stockholm. Skylten ägs sedan 1998 av Stadsmuseet i Stockholm.

## Historik
Dalahästskylten tillverkades i mitten av 1930-talet och smyckade hemslöjdsbutiken som var inrymd i samma fastighet som Södra Kungstornet, ritat 1925 av arkitekt Ivar Callmander. Skylten är dubbelsidig och var monterad rakt ut från fasaden. Den föreställer en färggrann och cirka 1,0 meter hög och 0,95 meter lång Dalahäst, som står på en sockel med text ”HEMSLÖJD”.  Själva hästen målades inte i den traditionell röda kulören utan är blå. Texten, hästens kontur och mönster är återgivna med neonrör i olika färger. På 1990-talet flyttades skylten till en hemslöjdsbutik vid Karlavägen 71 och inköptes slutligen av Stadsmuseet i Stockholm i samband med utställningen ”Stockholmsnatt” 1998.